# Air Mali International
A  Air Mali International  é uma companhia aérea do Mali.